# Proteína quinase
Uma proteína quinase é uma enzima quinase que modifica outras proteínas adicionando quimicamente grupos fosfato (fosforilação). A fosforilação normalmente resulta numa alteração funcional da proteína alvo (substrato) por alteração da atividade enzimática, localização celular ou associação com outras proteínas. O genoma humano contém cerca de 500 genes de proteína quinase e constituem cerca de 2% de todos os genes humanos. Até 30% de todas as proteínas humanas podem ser modificadas pela atividade de quinase, e as quinases são conhecidas por regularem a maioria das vias celulares, especialmente as envolvidas na transdução de sinal. As proteínas quinases também são encontradas em bactérias e plantas.